# Диркс, Тюр
Тюр Диркс (нидерл. Tuur Dierckx; родился 9 мая 1995 года в Броехем, Бельгия) — бельгийский футболист, нападающий клуба «Вестерло».

## Клубная карьера
Диркс — воспитанник клуба «Брюгге». В 2013 году он был включён в заявку основной команды. 26 июля в матче против «Шарлеруа» он дебютировал в Жюпиле лиге, заменив во втором тайме Лиора Рафаэлова. Летом 2014 года для получения игровой практики Тюр на правах аренды перешёл в «Кортрейк». 14 сентября в поединке против «Локерена» он дебютировал за новый клуб, заменив во втором тайме Лукаса ван Эноо. 29 октября в матче против «Андерлехта» Диркс забил свой первый гол за «Кортрейк». По окончании аренды он вернулся в «Брюгге». 29 апреля 2015 года в поединке против «Шарлеруа» Тюр забил свой первый гол за родную команду. В том же сезоне Диркс помог клубу занять второе место в чемпионате и выиграть Кубок Бельгии.
Летом 2016 года Тюр перешёл в «Антверпен». 7 августа в матче против «Серкль Брюгге» он дебютировал за новую команду. 1 октября в поединке против «Серкль Брюгге» Диркс забил свой первый гол за «Антверпен».
Летом 2017 года Тюр присоединился к «Васланд-Беверен». 9 сентября в матче против «Эйпена» он дебютировал за новую команду. 30 сентября в поединке против своего предыдущего клуба «Антверпен» Диркс забил свой первый гол за «Васланд-Беверен».

## Международная карьера
В 2012 году в составе юношеской сборной Бельгии Дрикс принял участие в юношеском чемпионате Европы в Словении. На турнире он сыграл в матчах против команд Польши, Нидерландов и Словении. В поединке против словенцев Тюр забил гол.

## Достижения
Командные
 «Брюгге»
- Обладатель Кубка Бельгии — 2014/15